# Joachim Deckarm
Joachim „Jo” Deckarm (Saarbrücken, 1954. január 19. –) német kézilabdázó, a VfL Gummersbach és a német kézilabdaválogatott játékosa. 1979-ben súlyos sportbalesetet szenvedett, melynek következményeként maradandó fogyatékosság alakult ki nála.

## Sportpályafutása
Joachim Deckarm atlétaként kezdte sportpályafutását, majd később az NSZK egyik legtehetségesebb és legjobb kézilabda játékosa lett. 1971-ben német ifjúsági bajnok lett öttusában, tízpróbázóként Werner von Moltke tanítványa volt, azután Eugen Haas hívására a kézilabda felé fordult. Nemzetközi meccsen 1973. december 3-án debütált Románia ellen Tbilisziben. Háromszor volt német bajnok a VfL Gummersbach csapatával (1974, 1975, 1976) és kétszer Európa Kupa-győztes (1974, 1978). Az 1976-os nyári olimpián negyedik, 1978-ban világbajnok lett az NSZK-val. 104-szeres válogatott volt, melyeken összesen 381 gólt szerzett.
Balesete
1979. március 30-án a VfL Gummersbach-hal Európa Kupa elődöntőt játszott a Tatabányai Bányász SC ellen. A 22. percben egy szerencsétlen ütközést követően a Tatabánya védőjével Pánovics Lajossal, eszméletlenül zuhant a földre és beverte fejét a linóleum borítású betonpadlóba. Deckarmot először a Komárom megyei Egyesített Kórházba szállították, majd onnan egy konzíliumot követően Budapestre a János Kórházba, ahol dr. Móritz Pál főorvos még aznap este 90 perces műtétet hajtott végre Deckarmon. Kettős koponyatörést szenvedett és repedés keletkezett az agyhártyáján. Deckarm 1979. április 6-án átkerült az Országos Idegsebészeti Tudományos Intézetbe. 1979. április 27-én Deckarmot a kölni Egyetemi Klinikára szállították.
Deckarm 131 napot töltött kómában. Ébredését követően lassú és nem teljes körű felépülés következett. A baleset során szerzett agysérülése a motorikus funkciók visszafejlődéséhez vezetett, elvesztette beszédkészségét, végtagjait sem tudta mozgatni. Deckarm mély depresszióval küzdött, de végül újra visszatalált az életbe. Noha sérüléséből soha nem épült fel teljesen, de mobilitását részben sikerült visszanyernie, a szavakat nehezen formálja, de képes rövid interjúkat is adni.
Pánovics 10 évvel a baleset után meglátogatta Deckarmot, aki elmondta, hogy nem haragszik Pánovicsra, tudja, hogy balszerencsés ütközés történt. Az évek folyamán barátságot kötöttek, Pánovics rendszeresen meglátogatja őt és családját Németországban. Pánovics a meccset követően felhagyott a kézilabdázással és úgy nyilatkozott, hogy a történtek sosem hagyják nyugodni és a sírig el fogják kísérni. 2004-ben kettősük megkapta a Nemzetközi Fair Play Bizottság díját.
Deckarmot 2013-ban beválasztották a német sport hírességeinek csarnokába.
Saarbrückenben a Halbergstraßén található sportcsarnokot Deckarm után nevezték el Joachim-Deckarm-Hallénak.
A korábban szülővárosában, Saarbrückenben, egy mozgássérülteknek fenntartott otthonban élő Joachim Deckarm 2018-ban Gummersbachba költözött egy idősek otthonába, ahol testvérével mint gondviselőjével él.
2019. január 19-én a férfi kézilabda-világbajnokságon a kölni Lanxess Arénában megrendezett Németország-Izland mérkőzésen ünnepelte Deckarm 65. születésnapját, ahol tiszteletére a közel 20.000 néző együtt énekelte a Happy birthday to you-t.

## Fordítás
- Ez a szócikk részben vagy egészben  a   Joachim Deckarm című angol Wikipédia-szócikk ezen változatának fordításán alapul.  Az eredeti cikk szerkesztőit annak laptörténete sorolja fel. Ez a jelzés csupán a megfogalmazás eredetét és a szerzői jogokat jelzi, nem szolgál a cikkben szereplő információk forrásmegjelöléseként.
- Ez a szócikk részben vagy egészben  a   Joachim Deckarm című német Wikipédia-szócikk ezen változatának fordításán alapul.  Az eredeti cikk szerkesztőit annak laptörténete sorolja fel. Ez a jelzés csupán a megfogalmazás eredetét és a szerzői jogokat jelzi, nem szolgál a cikkben szereplő információk forrásmegjelöléseként.